# 若林奮
若林 奮（わかばやし いさむ、1936年1月9日 - 2003年10月10日）は、日本の彫刻家。

## 人物
東京都町田市出身。東京都立立川高等学校、東京芸術大学美術学部彫刻学科卒業。
鉄、銅、鉛などの金属素材を用いて自然をモチーフとした彫刻を制作した。1980年、1986年のベネチア・ビエンナーレに出品。武蔵野美術大学、多摩美術大学教授を歴任した。詩人の吉増剛造や河野道代と共同制作を試みている。また700点の銅版画作品も制作しており、吉増剛造は没後に銅板を譲り受けてオブジェ作品を制作している。

## 略歴
- 1962年、二科展にて金賞受賞。
- 1969年、第9回現代日本美術展にて東京国立近代美術館賞受賞。
- 1973年、文化庁芸術家派遣研修員としてパリに留学。
- 1987年、東京国立近代美術館・京都国立近代美術館で「今日の作家 若林奮展」開催。
- 1996年、第27回中原悌二郎賞受賞。
- 2003年、芸術選奨文部科学大臣賞受賞。

## 著書
- 若林奮・河野道代『花（静止しつつある夢の組織』(若林スタジオ刊、1998年)
- 若林奮・河野道代『花（静止しつつある夢の組織』(ギャラリー池田美術刊、2000年)
- 若林奮・前田英樹『対論　彫刻空間――物質と思考』（書肆山田、2001年）
- 若林奮『I.W.――若林奮ノート』（書肆山田、2004年）

## 関連文献
- 酒井忠康『若林奮 犬になった彫刻家』（みすず書房、2008年）